# Västerås Norra
Västerås Norra är en järnvägsstation belägen i stadsdelen Finnslätten, ca 7 km norr om Västerås centrum. Stationen öppnades som teknisk station i december 1944. 1964 fick den godstrafik. Mellan 1992 och 1995 hade den även resandetrafik.